# Langue morique
Une langue morique, ou moraïque, est, en typologie rythmique, une langue dans laquelle ce sont les mores qui rythment la phrase.
Le japonais, le latin classique, quelques langues austronésiennes telles que le gilbertin, constituent des exemples de langues moriques.
Certains linguistes regroupent les langues moriques dans le type syllabique et considèrent qu'une langue morique est un cas particulier de langue syllabique.